# Museu Wallraf–Richartz
El Museu Wallraf-Richartz (nom complet en alemany: Wallraf-Richartz-Museum & Fondation Corboud) és un dels tres principals museus de Colònia, Alemanya. Acull una galeria d'art amb una col·lecció de belles arts des de l'època medieval fins a principis del segle xx.

## Història

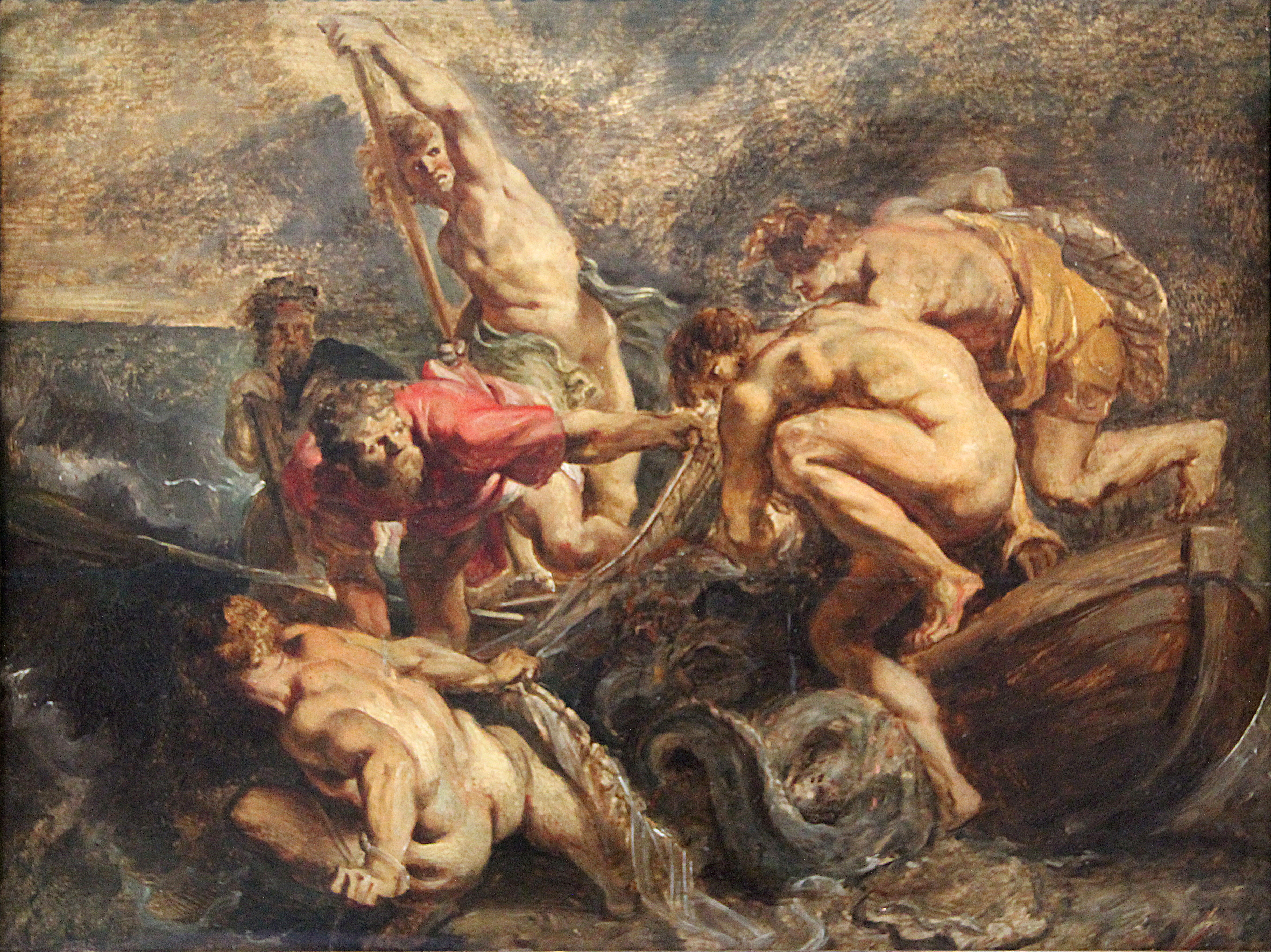
La pesca miraculosa (1610) de Peter Paul Rubens.

El museu es remunta a l'any 1824, quan la col·lecció completa d'art medieval de Franz Ferdinand Wallraf va arribar per herència a la ciutat de Colònia. El primer edifici va ser donat per Johann Heinrich Richartz, i el museu va ser inaugurat l'any 1861, just després de la seva mort.
La col·lecció es va ampliar regularment amb donacions, especialment la col·lecció Haubrich d'art contemporani el 1946. L'any 1976, amb motiu de la donació dels Ludwig, la col·lecció es va dividir. El nou Museu Ludwig es va fer càrrec de l'exposició d'art del segle xx.
L'edifici actual de 2001, prop de l'Ajuntament de Colònia, va ser dissenyat per Oswald Mathias Ungers. També l'any 2001, el col·leccionista suís Gérard Corboud va donar la seva col·lecció impressionista i postimpressionista de més de 170 obres al museu com a préstec permanent. Aleshores, el museu va afegir "Fondation Corboud" al seu nom.

## Col·leccions

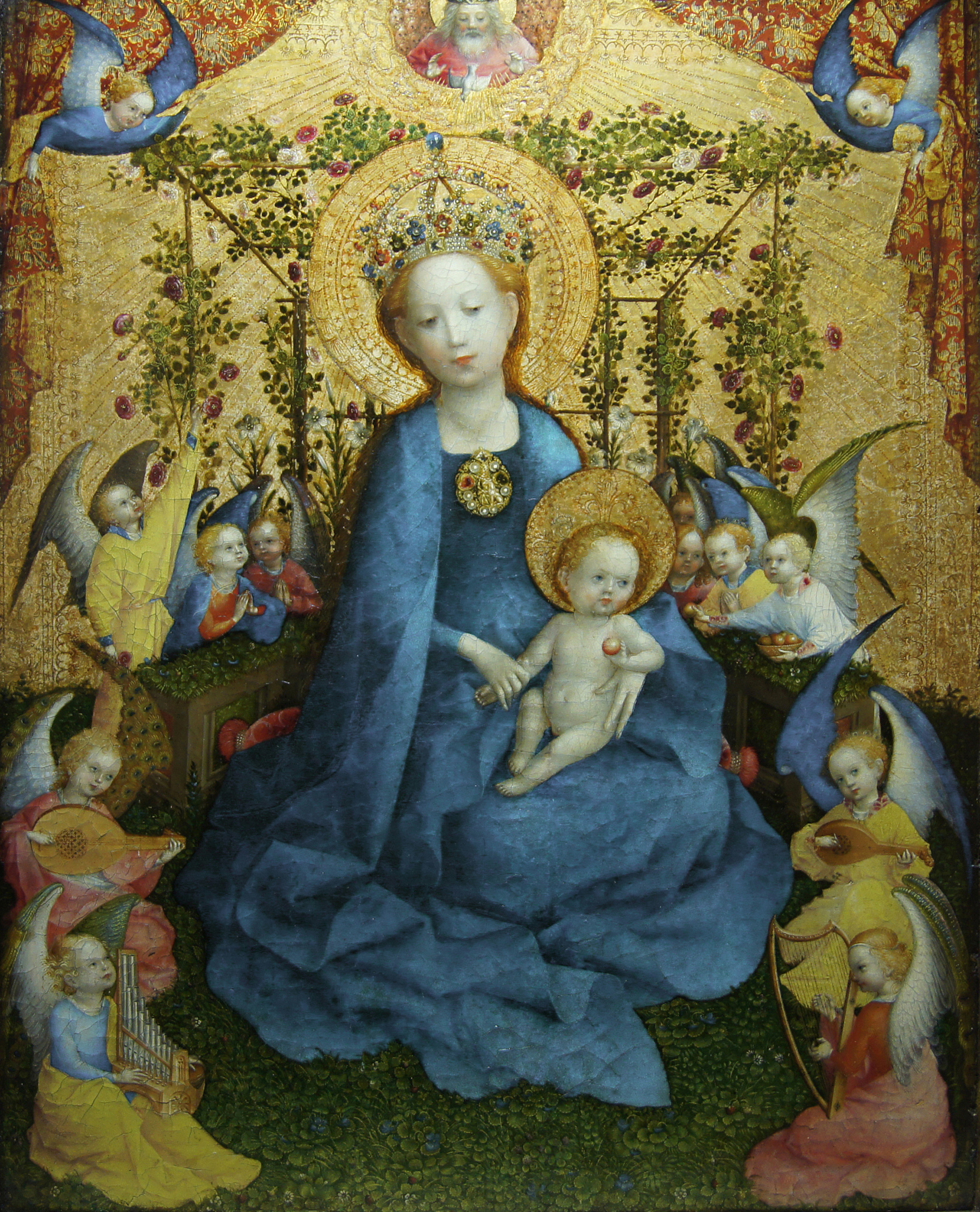
Madonna in the Rose Bower, de Stephan Lochner, 1448

### Col·lecció gòtica
La Mare de Déu del Roser es troba entre les pintures gòtiques de la col·lecció del Museu Wallraf–Richartz. Va ser creat per Stephan Lochner, que va viure a Alemanya entre 1410 i 1451, treballant principalment a Colònia. És considerat un pintor del gòtic tardà. La seva obra sol tenir un aspecte net, combinant l'atenció gòtica a línies llargues fluides amb colors brillants i una influència flamenca de realisme i atenció als detalls. Aquesta pintura es considera típica del seu estil. Va ser realitzada al voltant de 1450, i representa la Mare de Déu amb el Nen descansant en una floració rosa pèrgola característica de Lochner, amb nens àngels. Una altra pintura gòtica destacada de la col·lecció de Wallraf-Richartz és una detenció de Jesús pel "Mestre de la Passió de Karlsruhe", l'únic panell supervivent del cicle de la Passió d'aquest pintor que no es conserva a la Staatliche Kunsthalle Karlsruhe.

### Col·lecció renaixentista
El Wallraf-Richartz-Museum alberga un retaule (1515) de la Gran Església de Sant Martí a Colònia, una de les poques obres conegudes de Jacob van Utrecht. Entre altres obres del Renaixement primerenc en la col·lecció estan l'Adoració del Nen per Hieronymus Bosch, i un panell del retaule de Jabach per Albrecht Dürer.

### Col·lecció barroca
Entre els artistes de la col·lecció del Barroc a través del període Rococó estan les obres de Rubens (Juno i Argus, 1610); Rembrandt (autor-retrat); Jordaens; Frans Snyders; van Dyck; Frans Hals; Gerard van Honthorst; Pieter d'Hooch; Gérard de Lairesse

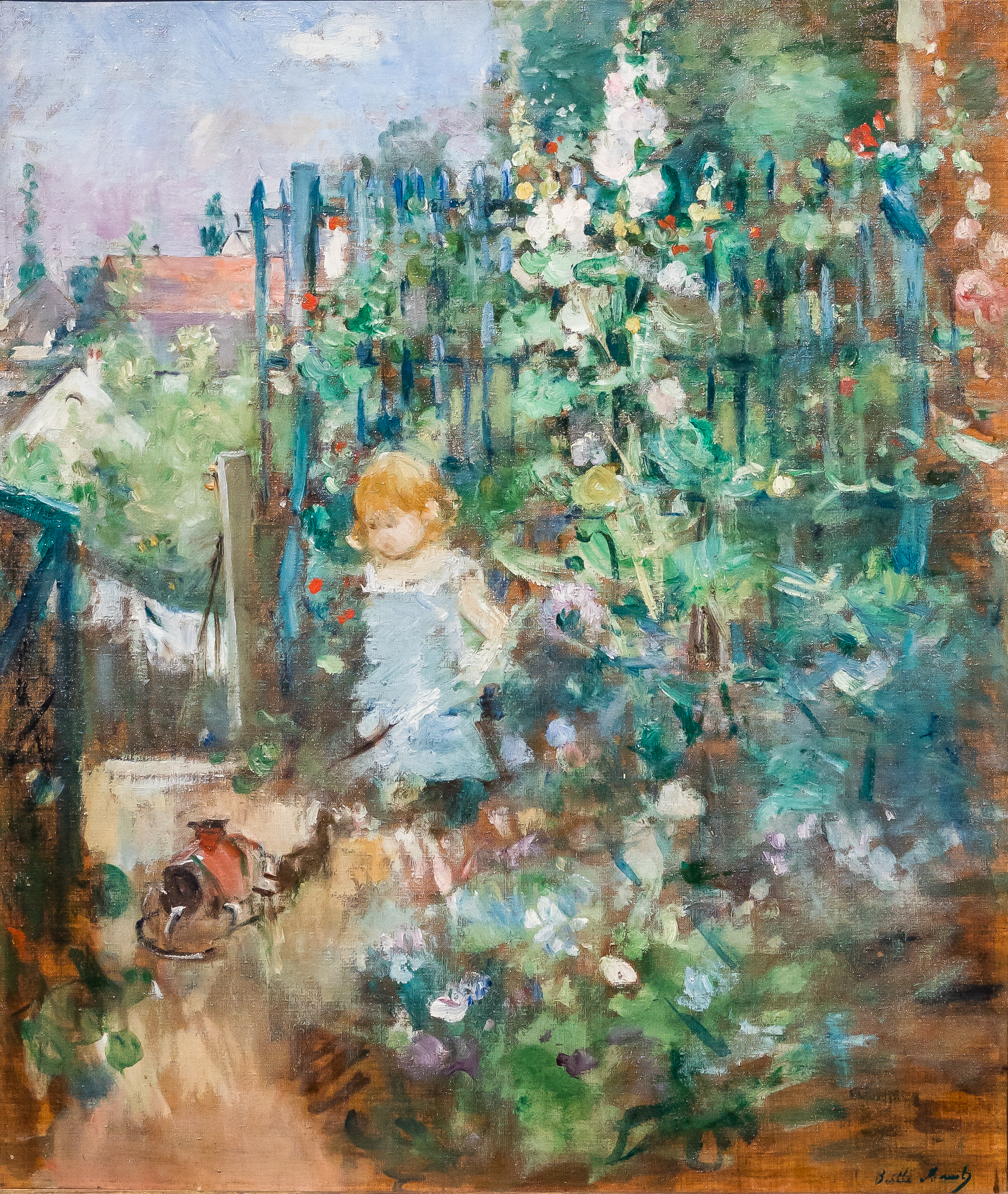
Nen entre roses, per Berthe Morisot, 1881.

### Col·lecció impressionista
La col·lecció Wallraf-Richartz inclou obres dels impressionistes Monet, Pissarro, Sisley, Gustave Caillebotte i Berthe Morisot, entre les quals Nen entre roses o "Kind zwischen Stockrosen", que va ser pintat el 1881.

## Falsificació descoberta de Monet
El 14 de febrer de 2008, el Museu Wallraf–Richartz va anunciar que Sur les bords de la Seine par Port Villez, atribuït a Claude Monet, era una falsificació. El descobriment es va fer quan la pintura va ser examinada pels restauradors abans d'una exposició d'impressionisme. Les proves de raigs X i infrarojos van revelar que una "substància incolora" havia estat aplicada en el llenç per a fer-la semblar més antiga. La foto va ser adquirida pel museu el 1954. El museu, que mantindrà la falsificació, encara té cinc pintures autèntiques de Monet en la seva col·lecció.

## Galeria

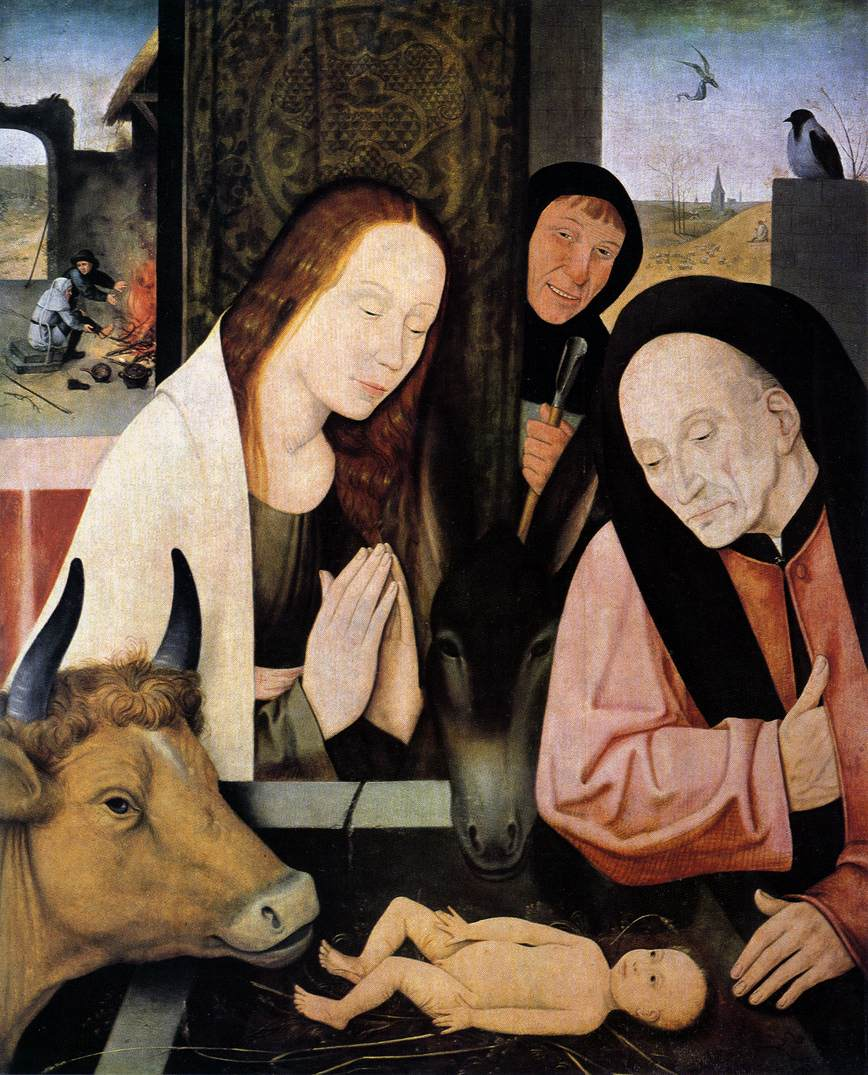
Hieronymus Bosch, Adoración del Nen, c.1568 o més tard
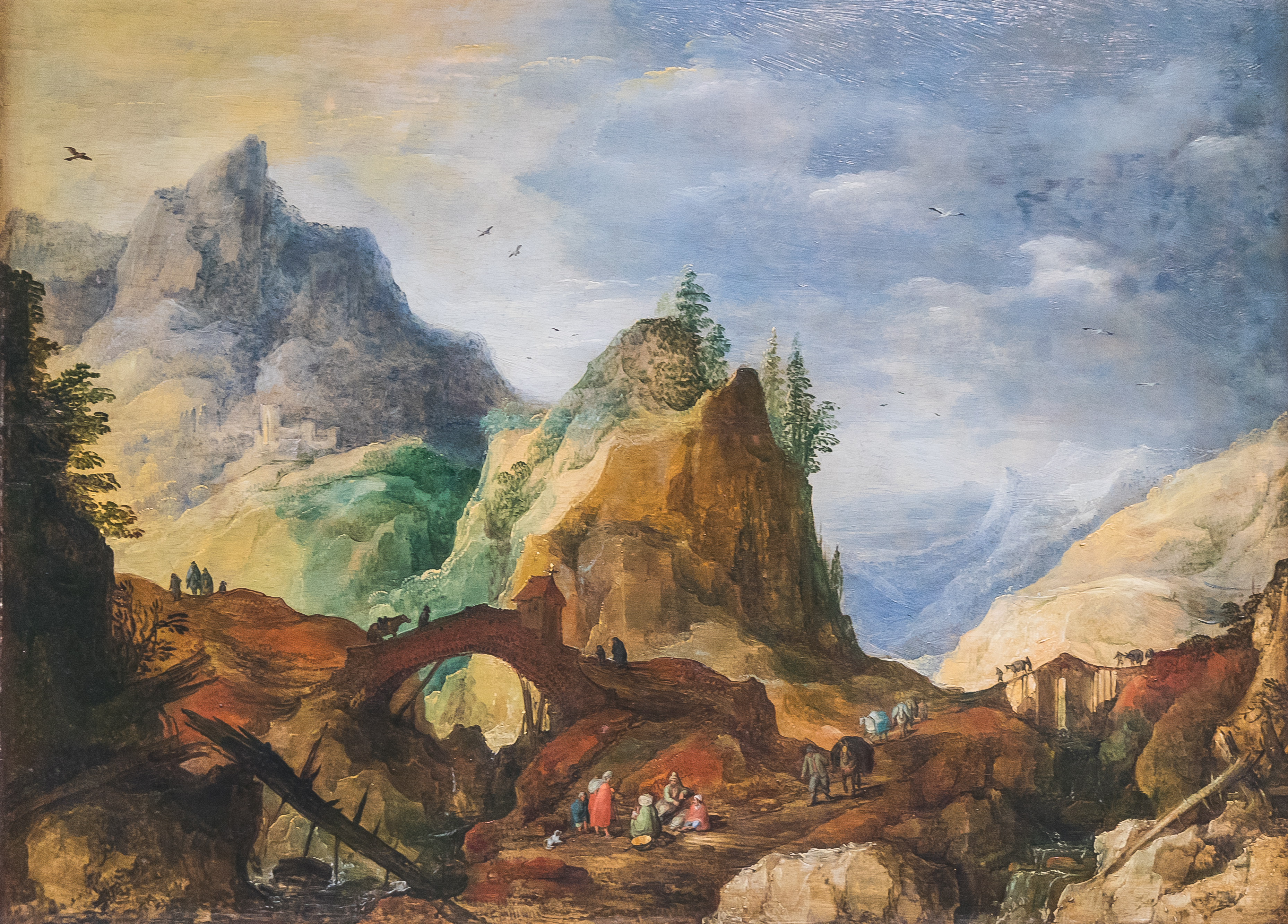
Joos de Momper, Escena de la Muntanya amb Ponts, Finals del segle XVI o principis del segle XVII
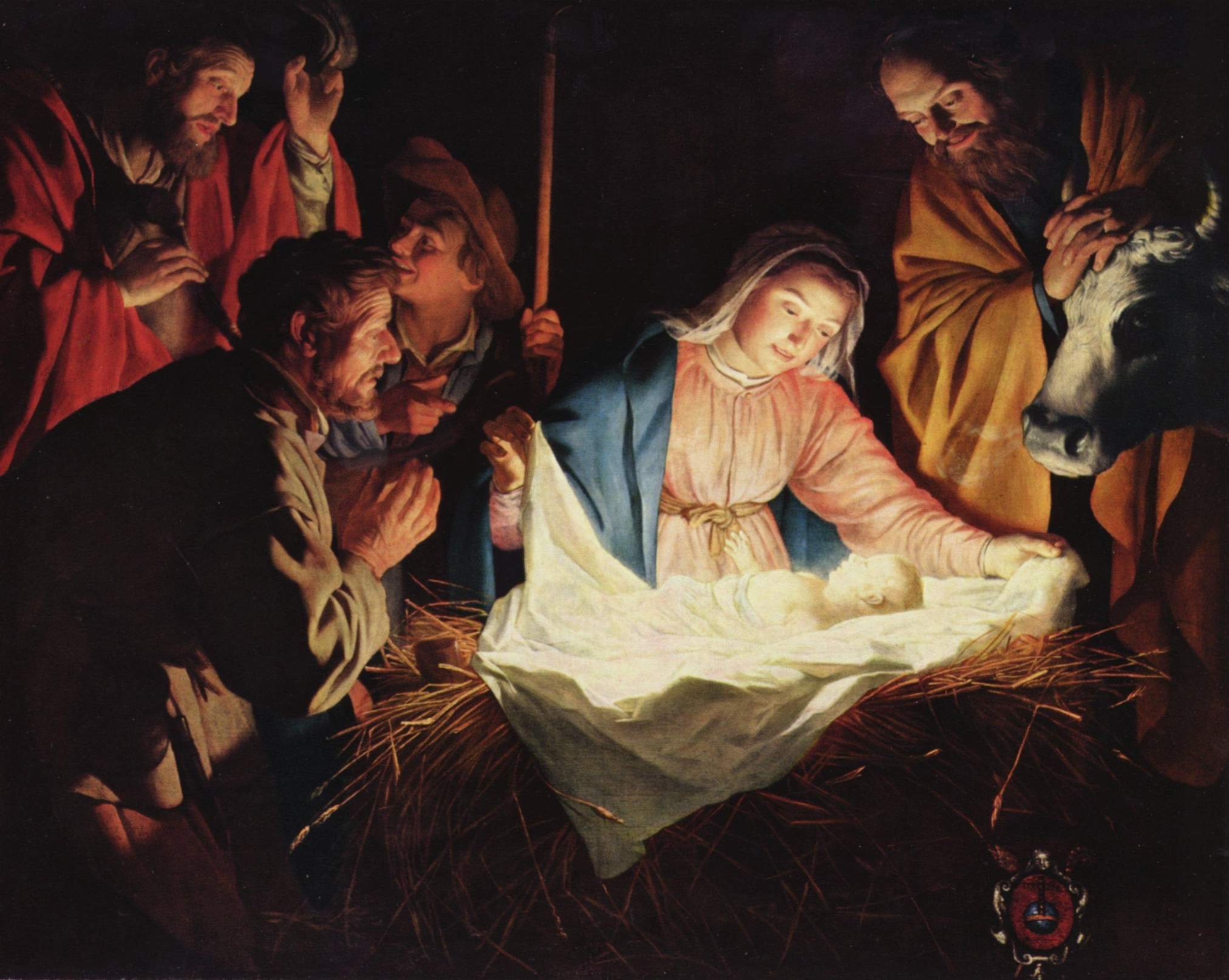
Gerard van Honthorst, Adoració dels pastors, 1622
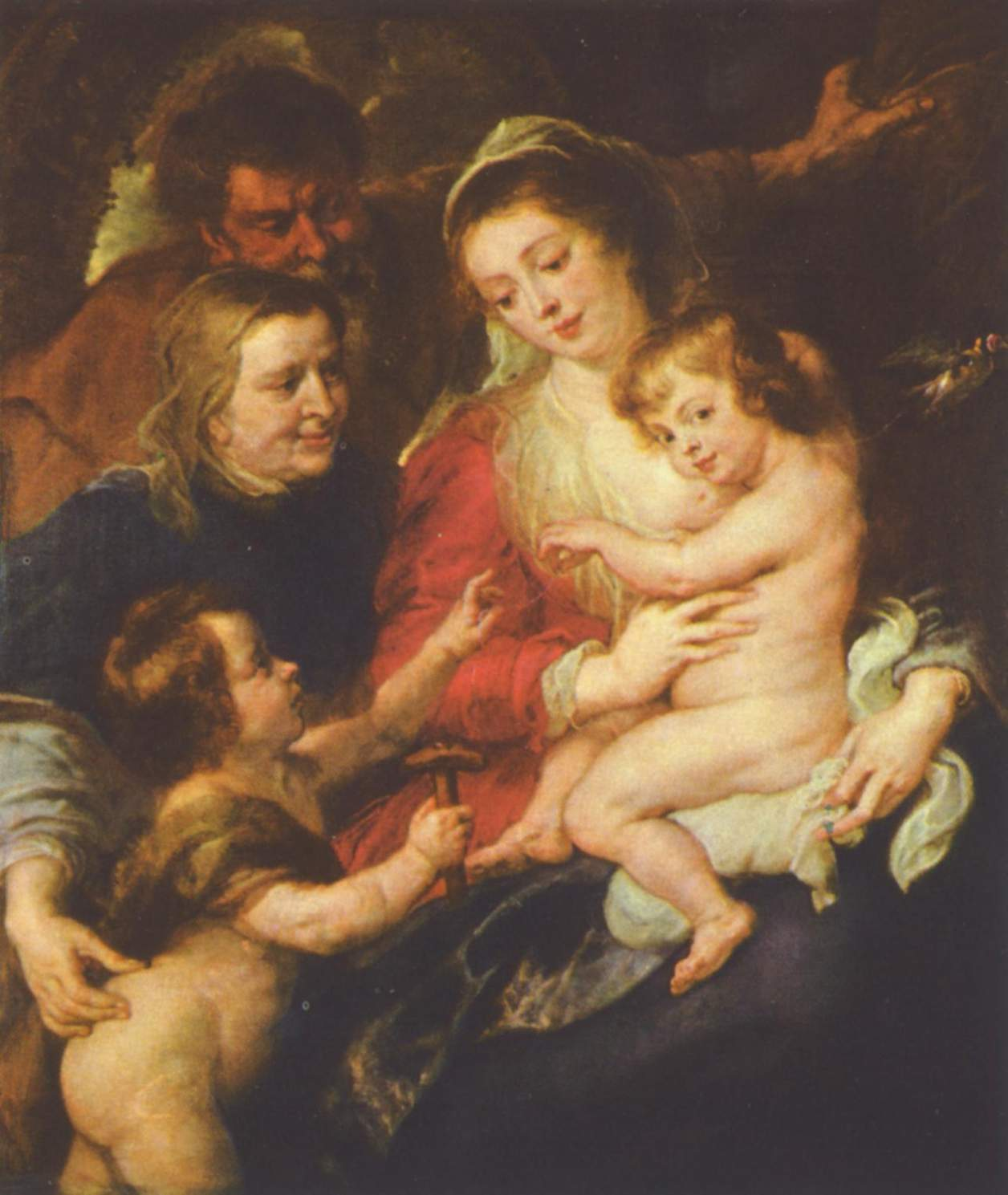
Rubens, Sagrada Família, 1634
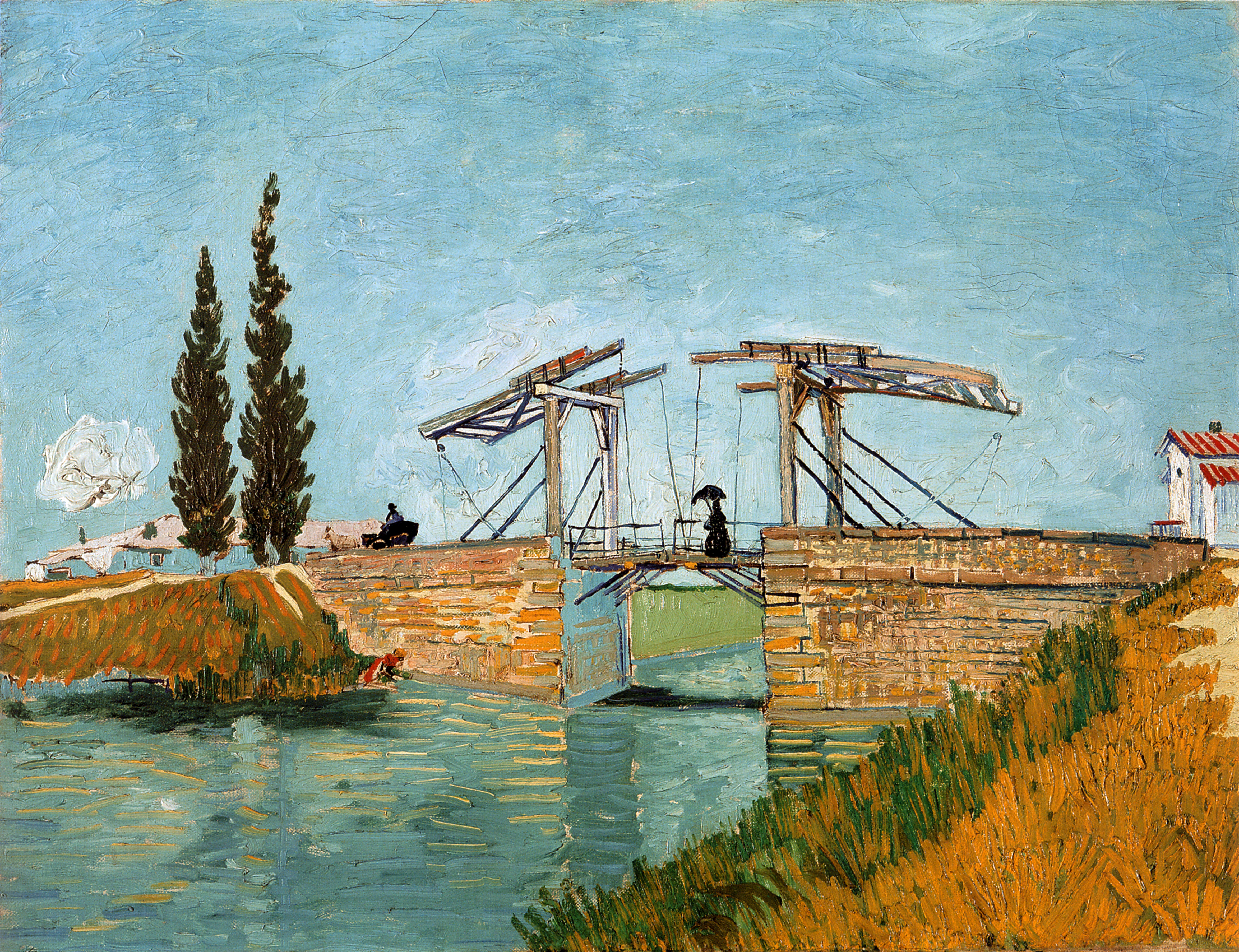
Van Gogh, Pont de Langlois en Arles, 1888
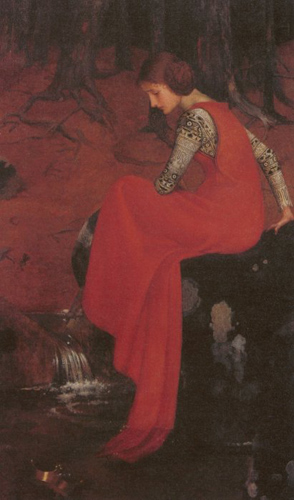
Marianne Stokes, Melisande, 1895-1898